# Bolbocerodema garritor
Bolbocerodema garritor is een keversoort uit de familie cognackevers (Bolboceratidae). De wetenschappelijke naam van de soort werd in 1979 gepubliceerd door Jan Krikken.